# Firmino Paim Filho
Firmino Paim Filho (São Sebastião do Caí, 15 de dezembro de 1884 – Porto Alegre, 11 de fevereiro de 1971) foi um senador do Brasil durante a República Velha (ou Primeira República).

## Vida
Filho do coronel Firmino Paim e de Francisca Acauan Paim. Casou com Cândida Alves, filha de Protásio Antônio Alves. Participou da eleição presidencial de 1934, recebendo apenas 1 voto.
Sepultado no Cemitério da Santa Casa de Misericórdia de Porto Alegre.